# Antonio García del Canto

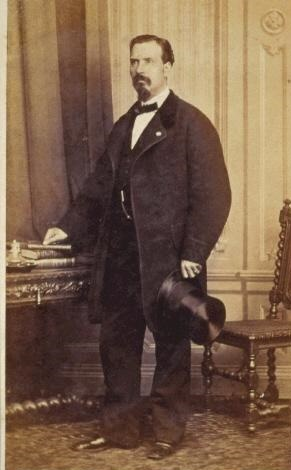
Antonio García del Canto, fotografía de J. Laurent. Museo de Historia de Madrid.

Antonio García del Canto (Oviedo, 1824-Salamanca, 1886) fue un militar y escritor español.
Sus padres, Francisco García Muñiz y Ventura del Canto, pensaban consagrarle a la carrera eclesiástica, por lo que estudió en Oviedo latinidad y filosofía, distinguiéndose por su precoz talento y asombrosa memoria. Contaba catorce años cuando las consecuencias de la guerra civil, lo obligaron a sentar plaza de voluntario distinguido en el batallón movilizado de León, con destino a la comandancia general en clase de escribiente; pero el amor que profesaba a su familia no le permitió permanecer mucho tiempo en este puesto, solicitando y obteniendo la baja en el cuerpo, por lo que se dirigió á Palencia donde se hallaba su familia. No pudiendo continuar sus estudios y en particular la carrera de leyes, que era la que más llamaba entonces su atención, se contentó con dedicarse a la lectura, siendo la poesía y la novela lo que le ocupaba principalmente, y en particular las obras de Cervantes.
Llamado por la suerte al servicio de las armas, su buena disposición para el manejo de papeles le valió seguir toda su carrera de escribiente, obteniendo los ascensos de escala hasta sargento primero.
Enojoso sería referirlos uno por uno, lo mismo que las oficinas a que perteneció y principales hechos de armas en que tomara parte, por lo que nos contentaremos con citar los más notables. Con motivo de los acontecimientos de Barcelona de 1842, pasó a esta capital con su regimiento que lo era a la sazón el del Príncipe, hallándose también en el pronunciamiento del siguiente año. Regresó entonces a Madrid y al mes de su llegada se halló complicado en la rebelión de su regimiento, lo que no había podido evitar, y le expuso a ser fusilado, suerte que sufrieron ocho de sus compañeros. Colocado al día siguiente en la dirección del arma de infantería, fue destinado después en clase de subteniente al regimiento de Isabel II, núm. 94, en cuya organización trabajó mucho hasta que pasó posteriormente al ejército de Filipinas.
Llegó a aquellas islas en 20 de enero de 1840, siendo al año siguiente destacado con su compañía a la provincia de Pangasinan y destinado de comandante del segundo distrito militar en los montes de los salvajes o Igorrotes. Con este motivo estuvo dos veces en operaciones durante el mismo año contra los piratas malayo mahometanos, habiendo apresado un barco con muchos piratas y rescatado treinta y cinco cautivos. Catorce meses permaneció en aquel puesto, donde más que nunca sintió la inspiración, y animado por la naturaleza virgen que le rodeaba, despertaron en él todos sus instintos de poeta, escribiendo gran número de composiciones que no llegaron a ver la luz pública.
A su regreso a Manila fue encargado del arreglo del archivo de guerra, lo que verificó con el mayor celo en el espacio de dieciocho meses, mereciendo ser recomendado al gobierno de S. M. Hallábase en esta ocasión muy en boga en Manila un liceo artístico y literario, de que no tardó en ser socio García del Canto: sus conocimientos en declamación le hicieron distinguirse muy en breve; mas no era esta la carrera a que se hallaba llamado. Cuando aquella sociedad creó una sección de literatura fue nombrado miembro de ella, y entonces por primera vez se imprimieron algunas de sus poesías, comenzando a dar a luz otros trabajos en los principales periódicos que se publicaban en aquella capital.
En 1848 tomó parte voluntariamente en la expedición contra los piratas de la isla de Balanguingui, distinguiéndose en el reconocimiento de 14 de febrero, por lo que se le concedió la cruz de San Fernando de primera clase. El 16 se halla en el asalto del fuerte de Balanguingui, el 19 en el de Sipac, siendo uno de los primeros que escalaron el muro y saltaron dentro del fuerte en que salió herido; y el 21 en el de Bucotingol, por cuyos hechos de armas fue agraciado con el grado de teniente a su regreso a Zamboanga. Pasó luego a Joló en una comisión extraordinaria cerca del sultán, en que consiguió su objeto aunque no sin correr grandes peligros; y después de haber visitado las islas Yisayas, regresó a Manila. Salió de Manila a 7 de diciembre del 49 a guarnecer el fuerte de Basilan y regresó en setiembre del siguiente, componiendo en este breve período y a pesar de encontrarse frente al enemigo, su primera novela titulada La Capilla espiatoria y un drama en verso La justicia de Dios. Ignoramos si esta novela con otra del mismo autor, fue la primera que se imprimió en Filipinas, llegando a popularizarse su nombre del tal manera que los indios cantaban sus versos con acompañamiento de arpa. Poco tiempo permaneció después de esto en Filipinas, regresando a la Península en noviembre siguiente, durante cuyo viaje visitó Singapur y Santa Elena, escribiendo en esta isla una poesía a la memoria de Napoleón. 
Llegado a España, quedó de reemplazo, por lo que pasó a Salamanca, donde volviendo a entregarse al cultivo de la literatura, publicó por segunda vez su novela La Capilla espiatoria como folletín del Correo Salmantino, de donde la tomaron el Semanario histórico, La Ilustración de Madrid, La Nube de Zaragoza y otros periódicos de provincias. También se representó entonces con buen éxito en el teatro de Salamanca, su drama El Huérfano; publicó en el Salmantino y La España la cronología del general don Narciso Clavería, conde de Manila, y sostuvo una polémica en la Gaceta Militar contra La España sobre la administración de Filipinas y conveniencia de aumentar su ejército. Llamaron estos artículos la atención del Director de Infantería, general Córdova, quien adquirió para su dependencia a García del Canto, que siguiendo desde entonces por completo sus instintos literarios publicó gran número de artículos en la Gaceta Militar y una colección de composiciones poéticas «Horas de melancolía» (1853) que fue muy bien recibida del público y de la prensa, y en particular la magnífica leyenda Malayo Mahometana «La Isla del Amor».  Promovido a teniente en el mismo año y habiendo obtenido también el grado de capitán, pasó a Salamanca, como secretario del comandante general de la provincia, donde contrajo matrimonio con la bella y virtuosa señorita doña Josefa Estévez, poetisa también, que ha publicado gran número de escritos y cuyo retrato y biografía ha dado a luz en Madrid en 1862 El bello ideal, periódico redactado por señoras.
En 1854 formó parte de la Junta de Gobierno de Ciudad Rodrigo, pasando después al servicio activo y estando de guarnición con su cuerpo en Valencia, Galicia y Madrid. En 1859 fue destinado de nuevo a la dirección de Infantería donde continua de auxiliar, desempeñando además el cargo de secretario particular del general Ros de Olano, marqués de Guad-el-Gelu , sin que a pesar de sus 27 años de servicios , haya obtenido otros ascensos que los rigurosos de escala, siendo capitán en la actualidad. La literatura le ha indemnizado en cierta manera de su poca fortuna en la carrera militar, y desde 1854 ha publicado con muy buena acogida «La calavera milagrosa», leyenda fantástica en verso. Los misterios de Filipinas (1859), Los tres hijos del crimen (1860), Candelas (1802) novelas todas que han llegado a hacerse populares. En Orense en 1858 y en Madrid en 1860 se han representado sucesivamente su drama « Muger de virtud y honor» y una comedia estrenada en el teatro de Novedades «Poeta y suegra en guerra.» Ha dado también a luz un gran número de artículos sobre la administración de Filipinas y una obra intitulada «.España en la oceanía» que es la historia de aquella colonia, de su administración, reformas que necesita y contiene además una Guía para los viageros desde Madrid a Filipinas. Cuando el terremoto de junio de 1863, escribió la historia de todos los cataclismos de este género que han afligido a aquel archipiélago; y por último en el mismo año una novela filosóficosocial los Bandidos de Madrid y para la Historia de las órdenes militares la de San Hermenegildo, de cuya orden también es caballero.
En la actualidad está terminando la publicación de la novela titulada Aventuras de un cochero y Memorias de un lacayo, y escribe otra de gran novedad titulada Los piratas de la Oceanina. Entre sus obras inéditas merecen citarse su colección de Leyendas, Cantos oceánicos; un drama en cuatro actos La Palma de los maridos, dos zarzuelas en tres actos La Campana de la Aurora y La Conquista de Joló y una obra en prosa titulada Pensamientos militares, que creemos útil a nuestro país, ya que en él no han llegado a popularizarse los libros de este género que existen en el extranjero , como son los escritos por Federico de Rusia y el primer Napoleón.